# Alien (romanzo)
Alien è un romanzo fantascientifico del 1979 di Alan Dean Foster, trasposizione letteraria della sceneggiatura originale di Dan O'Bannon e Ronald Shusett per il film omonimo di Ridley Scott.

## Trama
Nel rimorchiatore interstellare Nostromo i sette componenti dell'equipaggio vengono svegliati prematuramente dall'ipersonno.
Il sistema informatico centrale della nave spaziale ha captato un segnale sconosciuto, probabilmente un messaggio di aiuto, proveniente da un pianeta inesplorato distante migliaia di anni luce dal sistema solare e quindi dalla Terra.
L'equipaggio segue il protocollo e si appresta ad atterrare sullo sconosciuto pianeta per verificare l'origine dell'oscuro segnale.
Una volta atterrati tre uomini dell'equipaggio, il capitano Dallas, il vice Kane e la navigatrice Lambert, si avventurano nell'ostile pianeta per riuscire a rintracciare l'origine del segnale. Nel frattempo Ash, l'addetto scientifico, Ripley, commissaria di bordo e i macchinisti Parker e Brett attendono notizie all'interno della Nostromo.
Il pianeta risulta freddo con temperature sotto lo zero e con venti e tempeste imponenti, un luogo inospitale per qualsiasi forma di vita. I tre esploratori si imbattono ben presto in una gigantesca astronave aliena apparentemente abbandonata. Una volta trovato un ingresso i tre si avventurano all'interno della nave aliena. Durante l'esplorazione Kane viene attaccato da una creatura sconosciuta uscita da una sorta di uovo che gli ricopre completamente il viso serrandosi attorno alla nuca e al collo. Immediatamente il capitano Dallas e Lambert trascinano il compagno verso la Nostromo per poter verificare le sue condizioni ed eventualmente curarlo.
Una volta a bordo la creatura aliena si evolverà in un modo inaspettato e l'intero equipaggio sarà costretto a combatterlo per la propria sopravvivenza.

## Personaggi
- Dallas - comandante del cargo stellare Nostromo
- Ripley - terzo ufficiale
- Lambert - timoniere
- Kane - secondo ufficiale
- Ash - ufficiale scientifico
- Parker - ingegnere capo
- Brett - ingegnere tecnico

## Differenze col film
- Nel libro il Nostromo trasporta un carico di petrolio greggio mentre nel film trasporta minerali.[1]
- Durante l'ipersonno l'equipaggio dell'astronave è nudo e quando è sveglio deve ripulire le camere che sono piene di un liquido viscoso.[2]
- Non appena esce dalla sua capsula criogenica Dallas è subito consapevole del fatto che l'equipaggio è stato svegliato in risposta a qualche problema urgente perché MOTHER lo avvisa con una luce lampeggiante.[3] Nel film egli lo scopre solamente dopo colazione quando va ad interrogare il computer.
- L'atmosfera del pianeta è descritta come di colore arancio o rosso sangue e non grigio come è mostrato nel film.[4]
- Il romanzo implicitamente afferma che l'umanità è entrata in contatto con specie extraterrestri prima dell'incontro con lo xenomorfo.[5]
- Nel libro l'interno dell'astronave abbandonata è molto diverso ed i resti fossilizzati dell'alieno sono assenti;[6] inoltre viene scoperta l'attrezzatura che trasmette il segnale che ha portato il Nostromo alla luna.[7] La stanza che contiene le uova non è direttamente sotto la stanza di pilotaggio come nel film, ma è situata in profondità. Nella stanza dove sono stivate, le uova si trovano su tutte le pareti e sul pavimento.[8]
- Il design delle uova è diverso: esse sono lisce ed opache, ma diventano ruvide e trasparenti prima che il Facehugger salti fuori (la descrizione corrisponde al design delle uova usate nel teaser trailer del film).[9] Inoltre le uova non si aprono ordinatamente come nel film, ma il Facehugger salta fuori con violenza dalla parte superiore di esse.[10]
- Il design del Facehugger è diverso da quello del film. Nel romanzo è di colore grigio con un occhio solo sul dorso, mentre nel film sono di colore giallo pallido e non hanno occhi.[9] Inoltre nel romanzo hanno anche delle ventose usate per aderire meglio alla faccia di Kane.[11] Questa descrizione è conforme con lo schizzo iniziale della creatura fatto da H. R. Giger.
- Nel romanzo Dallas e Lambert creano una barella di fortuna per riportare Kane alla nave.[12]
- Dopo che il sangue acido del Facehugger danneggia lo scafo del Nostromo, l'equipaggio prende in considerazione l'idea di operare Kane fuori dall'astronave, dove il sangue non possa causare danni.[13]
- Mentre guarda le radiografie di Kane, Dallas nota un "macchia" sui suoi polmoni (presumibilmente l'embrione alieno impiantato dal Facehugger), ma Ash afferma che si tratta di un difetto dello scanner a raggi X.[14] Questa scena venne girata per il film, ma è stata tagliata.
- Il dialogo tra Ripley e Dallas nel quale si scopre che Ash è stato inviato sulla Nostromo immediatamente prima della sua partenza da Thedus si svolge nella mensa della nave, mentre nel film si svolge in un corridoio fuori dall'infermeria.[15]
- Nel libro il nome di battesimo di Kane è Thomas[16], nel film è Gilbert.
- Compreso il tempo in cui il Facehugger è attaccato a lui, nel libro Kane rimane incosciente per due giorni.[16] Nel film invece circa 24 ore.
- Nel romanzo il Chestburster ha braccia e gambe.[17] La creatura del film era stata inizialmente concepita con le braccia, ma Ridley Scott decise di toglierle.
- Dopo la morte di Kane, l'equipaggio discute di decomprimere l'intera nave per cercare di uccidere il Chestburster, ma Ash sottolinea che questo potrebbe non funzionare.[18] In seguito, dopo il funerale di Kane, l'equipaggio discute ancora una volta su come trovare ed uccidere l'alieno e Brett suggerisce l'idea di usare pungoli elettrici per bovini e una rete.[19] Queste sequenze furono girate (combinate in una singola scena), ma non incluse nel film.
- Nel film, Ripley è diffidente nei confronti di Ash. Nel romanzo, sia Ripley che Dallas cominciano a sospettare Ash di tradimento. Sempre nel romanzo è Dallas a scoprire che Ash sta cercando di mantenere in vita la creatura per conto della compagnia,[20] mentre nel film è Ripley a scoprirlo in seguito quando controlla il computer di bordo. Nel romanzo, dopo il funerale di Kane, Dallas interroga Ash sulle sue motivazioni e lo accusa di aver lasciato morire Kane per permettere alla creatura di vivere.[20]
- Una volta cresciuto l'alieno è munito di grandi occhi.[21] La creatura del film ne è invece priva. Nel romanzo inoltre l'alieno ha anche capacità rigenerative simili a quelle del Facehugger, ma non possiede la lingua dentata ed uccide le sue vittime a mani nude.
- Nel romanzo, ad un certo punto, Ash teorizza che l'alieno non può essere la fase finale ciclo vitale di quella razza di alieni.[22]
- Mentre perquisiscono l'astronave dopo la morte di Brett, l'equipaggio scopre l'alieno in un ripostiglio intento a mangiare i loro approvvigionamenti di generi alimentari. Dallas tenta di ucciderlo con il lanciafiamme, ma la creatura riesce a fuggire.[23]
- Nel romanzo l'alieno cattura Dallas all'interno di una grande camera di manutenzione dentro il sistema di ventilazione.[24] Nel film invece lo cattura nei condotti di ventilazione mentre prova a spingerlo in una camera di decompressione.
- Nel romanzo è stata aggiunta una lunga sequenza nella quale Parker ritrova l'alieno vicino alla camera di decompressione principale e contatta Ripley e Lambert chiedendo loro di aprire lentamente la porta interna della camera di compensazione, nella speranza di espellere la creatura nello spazio; tuttavia poco prima che riescano ad espellerlo un allarme della nave (che in seguito si scoprirà essere stato attivato da Ash) fa fuggire la creatura; la scena venne parzialmente girata ma fu tagliata dal film per questioni di ritmo (avrebbe inoltre spiegato perché Ripley perde sangue dal naso quando va a consultare MOTHER dopo la morte di Dallas).
- La scena in cui i membri ancora vivi dell'equipaggio parlano con la testa mozzata di Ash è significativamente più lunga. In particolare, Ash conferma che la Compagnia aveva decifrato il segnale proveniente dalla luna in anticipo, che sapeva dell'esistenza dell'alieno e che sapeva a che cosa l'equipaggio stava andando incontro.[25] Ash rivela anche che lo Xenomorfo è indigeno alla luna e che un'altra razza aliena si è imbattuta nella loro razza nel corso di esplorazioni nello spazio.[26] Infine, Ash suggerisce che, essendo un androide, l'alieno non ha alcun interesse ad ucciderlo e che la sua forza superiore gli può dare la possibilità di sconfiggere la creatura. Egli dice ai membri dell'equipaggio sopravvissuti che se lo essi lo ripareranno egli li aiuterà, ma loro decidono di non fidarsi di lui e lo abbandonano fuori uso sul tavolo della mensa.[26]
- Nel romanzo Parker e Lambert vengono uccisi mentre stanno raccogliendo scorte di cibo e non bombole di ossigeno come avviene nel film.[27] Poiché nel romanzo lo xenomorfo non ha la lingua dentata, esso uccide Parker rompendogli il collo. Lambert viene invece uccisa rapidamente a differenza della lenta morte che ha nel film.[28]
- La scena a bordo della Narcissus dopo che la Nostromo è stata distrutta è notevolmente diversa. A seguito della sua scoperta, lo Xenomorfo è completamente sveglio e consapevole che Ripley si nasconde nell'armadio; ad un certo punto lancia alla donna delle occhiate attraverso la finestra della porta dello spogliatoio prima di essere distratto da Jones che si trova dentro il suo trasportino.[29] Mentre lo Xenomorfo cerca di aprire il trasportino per catturare Jones, Ripley si infila la tuta spaziale e si arma di una sbarra di acciaio che usa per colpire l'alieno prima di aprire il portello esterno. Per evitare di essere risucchiato nello spazio l'alieno si aggrappa alla gamba di Ripley, la quale chiude il portello schiacciandogli così la mano. Ripley accende poi i motori della navetta, i quali carbonizzano l'alieno. I resti dell'alieno finiscono poi alla deriva nello spazio ed esplodono.[30]
- Solamente nella versione italiana del romanzo il nome di Ripley è Park, mentre in tutte le altre versioni del romanzo il personaggio è privo del nome di battesimo. Anche nel film il personaggio non viene citato col nome di battesimo che si scoprirà nel secondo film della serie essere Ellen.

## Edizioni
Tutte le edizioni italiane usano la traduzione di Pierluigi Cecioni. Nell'edizione 2017 a opera di Kappalab, Pierluigi Cecioni ha riveduto, corretto e attualizzato la traduzione.
- 1979 - Sonzogno (Narrativa Sonzogno) - con foto tratte dal film
- 1980 - Sonzogno (Club degli Editori) - con foto tratte dal film
- 1980 - Bompiani (Tascabili Bompiani n. 193)
- 1985 - Euroclub (Narrativa Club Tenebre)
- 1987 - Bompiani (I grandi best seller n. 483), ISBN 88-452-2764-2
- 1988 - Bompiani (Tascabili Bompiani n. 193)
- 1994 - Fabbri Editori (La Biblioteca del Brivido n. 6)
- 2004 - Mondadori (Oscar varia n. 1871), ISBN 88-04-53254-8
- 2017 - Kappalab (Novel), ISBN 978-88-85457-12-6